# 烽火芳菲
《烽火芳菲》由曾獲兩屆金棕櫚獎的丹麥導演比利·奧古斯特執導，是一部以1942年第二次世界大戰期間，美軍在空襲日本東京之後，因燃油耗盡迫降浙江一帶，當地軍民無懼日軍，竭力營救、藏匿、護送美軍，最後近25萬人遭日軍屠殺的歷史真實事件改編而成的電影。該電影被選為第20屆上海國際電影節開幕影片，並入圍主競賽單元角逐金爵獎，訂於2017年11月10日在中國大陸上映。

## 劇情
傑克是美國空軍的飛行員，參加了杜立德空襲首次轟炸東京。任務成功後，因天氣惡劣，他的飛機脫隊。由於燃料不足，他被迫飛往中國浙江省。然而自動駕駛故障，他被迫在機組人員跳傘時手動駕駛飛機，並在飛機墜毀前的最後一刻跳傘。
第二天，一個叫英的當地寡婦發現了昏迷的傑克。她在兒時的朋友和村長凱的幫助下將他藏在附近的一個山洞中。日軍已經俘虜並處決了傑克之外的機組人員，不久後來搜尋傑克，並佔領了村莊，用槍指著凱，要凱說出飛行員躲在哪裡。凱拒絕，因此被處決。妞妞堅持讓英告訴英的父母，但是英記住凱的建議，沒有告訴任何人。第二天，英帶著食物去了山洞，看到傑克恢復了意識，就留下食物，並在他可以對她說話前迅速離開。
日軍派出巡邏隊在叢林中搜尋，英因此將傑克帶到她家。妞妞起初很冷淡，但傑克通過用口哨吹《洋基歌》，迅速與妞妞成為朋友。傑克告訴英，他必須去重慶的美國陸軍基地。英把他藏在地下室，同時設法聯繫中國游擊隊以使他安全前去。有一天，當妞妞在上學的時後，島本上校到英的家中企圖強姦她，但傑克開槍打死島本。他們將屍體藏在地下室，當傑克安慰英時，他們變得親密。
妞妞在學校吹《洋基歌》時被老師注意。然後老師與妞妞一起趕往英的家面對傑克，說他與中國游擊隊是一路的。當傑克向他展示島本的屍體時，老師要英、妞妞與傑克一起逃走，否則日軍會殺了他們。當他們逃跑時，日軍發現了屍體，在燒毀村莊後追殺他們。日軍最終追上並向他們開火，而老師與幾名游擊隊留下斷後，結果老師被殺，日軍也陣亡數人。在她們與逃生船隻有幾米之遙時，狙擊手射中了英的胸部。傑克大為震驚，殺死了狙擊手，與妞妞和其他游擊隊員驚險逃脫。
在重慶，傑克向杜立德將軍匯報，也表示希望收養妞妞。杜立德拒絕，說傑克無法同時當軍人和父親，而將妞妞交給住在洛杉磯的中國家庭收養。傑克無奈地接受了，告別了妞妞。50年後，年邁的傑克給成年的妞妞寫了一封信，說他確實愛上了她的母親，儘管每天都想念她，但他已經與自己和解了。

## 演員
| 演員        | 角色                                  |
| 劉亦菲      | 英（寡婦）                            |
| 艾米爾·荷許 | 傑克（美軍飛行員）                    |
| 李芳淙      | 妞妞（英女） 長大後的妞妞由鄔君梅出演 |
| 嚴屹寬      | 村長                                  |
| 余少群      | 教書先生                              |
| 塚越博隆    | 島本上校                              |
| 文森·瑞歐塔 | 吉米·杜立德                           |
| 鞏漢林      | 英公公                                |
| 金珠        | 英婆婆                                |
| 羅嘉良      | 徐上尉                                |
| 鞏天闊      | 孫中尉                                |
| 舒耀瑄      | 小販                                  |

## 獲獎與提名
| 典禮活動               | 獎項   | 結果 | 來源  |
| ---------------------- | ------ | ---- | ----- |
| 第二十屆上海国际电影节 | 金爵獎 | 提名 | [ 1 ] |

## 外部連結
- 《烽火芳菲》的新浪微博
- 豆瓣电影上《烽火芳菲》的資料 （简体中文）
- 时光网上《烽火芳菲》的資料（简体中文）
- 互联网电影数据库（IMDb）上《烽火芳菲》的资料（英文）
- YouTube上的《烽火芳菲》終極預告